# William Cavendish, 3. vévoda z Devonshiru
William Cavendish, 3. vévoda z Devonshiru (William Cavendish, 3rd Duke of Devonshire, 3rd Marquess of Hartington, 6th Earl of Devonshire, 6th Baron Cavendish of Hardwick) (26. září 1698, Hardwick Hall, Anglie – 5. prosince 1755, Londýn, Anglie) byl britský státník a dvořan z významného šlechtického rodu Cavendishů. Politicky patřil k whigům, kromě řady čestných funkcí byl dvakrát nejvyšším hofmistrem a osm let zastával úřad místokrále v Irsku. Všichni jeho čtyři synové dosáhli vysokého postavení v politice, u dvora a v armádě, nejstarší syn William Cavendish, 4. vévoda z Devonshiru byl britským premiérem.

## Kariéra

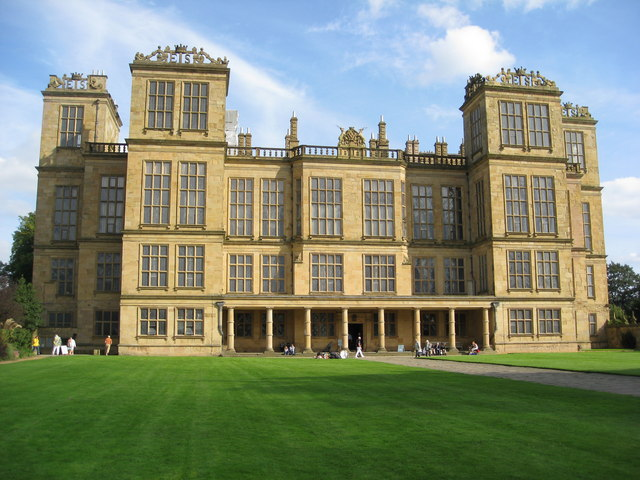
Zámek Hardwick Hall (Derbyshire), rodiště 3. vévody z Devonshire

Byl nejstarším synem 2. vévody z Devonshiru, narodil se na jednom z rodových sídel, renesančním zámku Hardwick Hall (Derbyshire), studoval v Oxfordu a v letech 1721–1729 byl členem Dolní sněmovny za stranu whigů. V letech 1726–1731 byl kapitánem královské gardy, mezitím v roce 1729 zdědil po otci titul vévody (do té doby jako otcův dědic vystupoval pod jménem markýz z Hartingtonu), zároveň převzal funkci lorda–místodržitele v hrabství Derby (1729–1755). Do Walpolovy vlády vstoupil jako lord strážce tajné pečeti (1731–1733), od roku 1731 byl zároveň členem Tajné rady. Po daňové reformě a odchodu Walpolových odpůrců z vlády byl v letech 1733–1737 byl lordem nejvyšším hofmistrem, poté se stal místokrálem v Irsku (1737–1745) O Irsku neměl nejmenší znalosti, což svědčí o tom, že post irského místokrále neměl v očích londýnské vlády zásadní význam. Devonshire nejen že nebyl schopen v Dublinu aktivně politicky působit, problémy si navíc způsobil sám přátelstvím s nepříliš oblíbeným Brabazonem Ponsonbym. Vzestup klanu Ponsonbyů umožněný vévodou z Devonshiru byl v Irsku sledován s nevraživostí a nepochopením. Po návratu do Londýna zaujal znovu post nejvyššího hofmistra (1744–1749). V roce 1733 získal Podvazkový řád.

## Manželství a potomstvo
Jeho manželkou byla Catherine Hoskins (1701–1777), dcera hofmistra vévody z Bedfordu. Měli spolu sedm dětí.
- Caroline Cavendish (1719–1760), manžel 1739 William Ponsonby, 2. hrabě z Bessborough (1704–1793), generální poštmistr, mecenáš
- William Cavendish, 4. vévoda z Devonshiru (1720–1764), britský premiér 1756–1757
- Elizabeth Cavendish (1722–1796), manžel 1743 John Ponsonby (1713–1787), předseda irského parlamentu
- Lord George Augustus Cavendish (1726–1794), člen Dolní sněmovny, finanční inspektor královského dvora
- Rachel Cavendish (1727–1805), manžel 1748 Horatio Walpole, 1. hrabě z Orfordu (1723–1809)
- Lord Frederick Cavendish (1729–1803), polní maršál
- Lord John Cavendish (1732–1796), člen Dolní sněmovny, ministr financí